# KAC Kénitra
KAC Kénitra (arab. النادي القنيطري) – marokański klub piłkarski, mający siedzibę w mieście Al-Kunajtira. Drużyna obecnie występuje w 1. lidze.

## Historia
Klub został założony w 1938. W sezonie 1956/1957 drużyna wzięła udział w premierowych mistrzostwach Maroka. W sezonie 1959/1960 ekipa z Kénitry zdobyła swoje pierwsze mistrzostwo kraju. Rok później zespół zwyciężył w coupe du Trône. W 1966 klub po raz pierwszy spadł z 1. ligi, jednak już po roku do niej powrócił. W sezonie 1972/1973 drużyna ponownie sięgnęła po mistrzostwo Maroka. Jednak już w następnym sezonie zespół spadł do 2. ligi. Klub powrócił do 1. ligi w 1976. Początek lat 80. to największe sukcesy drużyny. Zdobyła ona mistrzostwo kraju w sezonach 1980/1981 i 1981/1982. W 1984 Rycerze Sebou dotarli do finału Arabskiej Ligi Mistrzów, gdzie przegrał z saudyjskim klubem Al-Ittifaq Dammam. Później jednak drużyna nie odnosiła już tak spektakularnych sukcesów. W 1991 Zieloni dotarli jeszcze do finału coupe du Trône, gdzie przegrała z drużyną Kawkab Marrakesz. W sezonie 1994/1955 po przegranych barażach zespół po raz trzeci spadł do 2. ligi. Klub powrócił do ekstraklasy dopiero w 2003, jednak spędził w niej tylko 2 sezony. Drużyna ponownie awansowała do GNF 1 w 2008 i gra w niej do dziś.

## Sukcesy
- Mistrzostwo Maroka (4 razy): 1960, 1973, 1981, 1982
- Coupe du Trône (1 raz): 1961
- Finalista Arabskiej Ligi Mistrzów: 1984